# Серія Pirelli Star Driver
Серія Pirelli Star Driver — змагання в рамках чемпіонату світу з ралі для спеціально відібраних молодих пілотів. Змагання проводяться згідно з програмою підтримки молодих здібних ралійних пілотів, яку ініціювали ФІА та фірма  Pirelli  - офіційний постачальник шин для чемпіонатів світу з ралі у 2008-2010 роках.

## Мета проєкту
Метою проєкту є надання можливості здібним пілотам взяти участь у ралійних змаганнях найвищого рівня на сучасній техніці та привернути до себе увагу відомих команд. Другим завданням проєкту є розширення представництва у світовій еліті ралі перспективних пілотів з поз меж Європи, бо за 31 рік проведення чемпіонатів світу з ралі чемпіонами світу ставали виключно представники європейських країн. Прототипом змагань серії Pirelli Star Driver стали змагання серії GP2 (Серія Grand Prix 2), започатковані в чемпіонатах Формули-1 з 2005 року з ініціативи Берні Екклстоуна та Флавіо Бреаторе.

## Відбір учасників проєкту
Відбір учасників проєкту стартував у сезоні 2008 року в чотирьох регіональних чемпіонатах ФІА з ралі:
- ФІА Чемпіонат Близького Сходу з ралі (англ. FIA Middle East Rally Championship) - 1 учасник.
- ФІА Чемпіонат Африки з ралі (англ. FIA African Rally Championship) - 1 учасник.
- ФІА Чемпіонат Азійсько-Тихоокеанського регіону з ралі (англ. FIA Asia Pacific Rally Championship) - 1 учасник.
- ФІА Чемпіонат Європи з ралі (англ. FIA European Rally Championship) - 2 учасники.

Згідно з положенням до участі у відборі допускалися пілоти, яким на 1 січня 2008 року не виповнилося 27 років, вік другого пілота (штурмана) не обмежується.

## Учасники Pirelli Star Driver 2009
Право взяти участь у змаганнях Pirelli Star Driver 2009 вибороли:
| Пілот          | Вік | Країна        | Регіональний чемпіонат                                |
| -------------- | --- | ------------- | ----------------------------------------------------- |
| Джон Вільямс   | 26  | ПАР           | ФІА Чемпіонат Африки з ралі                           |
| Марк Теппер    | 26  | Нова Зеландія | ФІА Чемпіонат Азійсько-Тихоокеанського регіону з ралі |
| Нікос Томас    | 21  | Кіпр          | ФІА Чемпіонат Близького Сходу з ралі                  |
| Яркко Нікара   | 23  | Фінляндія     | ФІА Чемпіонат Європи з ралі                           |
| Мартін Семерад | 18  | Чехія         | ФІА Чемпіонат Європи з ралі                           |

## Умови змагання Pirelli Star Driver
Всі учасники виступають на однакових гоночних ралійних автомобілях Mitsubishi Lancer Evolution X (група N, повний привід, турбонагнітання), які для всіх учасників готує фірма Ralliart Italia. 
Всі 5 автомобілів абсолютно ідентичні, аж до кольорів кузовів. Учасники серії візьмуть участь в шести етапах чемпіонату світу 2009:
- Rally de Portugal (2 — 5 квітня)
- Rally d’Italia-Sardegna (21 — 24 травня)
- Acropolis Rally of Greece (11 — 14 червня)
- Rally Finland (30 липня — 2 серпня)
- Rally de España (1 — 4 жовтня)
- Wales Rally GB (22 — 25 жовтня)

За учасниками на весь сезон закріплені стартові номери від 61 до 65. За бажанням учасника, він може брати участь в заліку категорії PC WRC. В чемпіонаті світу з ралі 2009 в змаганнях цієї категорії взяли участь М. Теппер та М. Семерад.